# Пауль Гелінг фон Ланценауер
Пауль Гелінг фон Ланценауер (нім. Paul Haehling von Lanzenauer; 28 лютого 1896, Шарлоттенбург — 8 лютого 1943, Шемберг) — німецький військовий діяч, генерал-майор вермахту.

## Біографія
Представник знатного роду.15 вересня 1915 року вступив добровольцем в 109-й (1-го Баденський) Лейб-гренадерський полк. Учасник Першої світової війни. Після війни демобілізований і в 1920 році вступив в поліцію в Карлсруе. В 1924 році призначений в міністерство внутрішніх справ Бадена. У 1934 році вступив в рейхсвер. З 30 листопада 1940 року — командир навчального полку особливого призначення (згодом — з'єднання особливого призначення) вермахту «Бранденбург-800», який знаходився в підпорядкуванні абверу і виконував диверсійно-розвідувальні завдання. Помер від хвороби у військовому госпіталі. Похований в Баден-Бадені.

## Сім'я
Був одружений з Гедвіг Альбрехт (1898–1997). 28 червня 1928 року в пари народився син, майбутній юрист, історик і письменник Райнер Гелінг фон Ланценауер.

## Звання
- Фанен-юнкер (15 вересня 1915)
- Фенріх (1 березня 1916)
- Лейтенант (27 січня 1917)
- Лейтенант поліції (14 лютого 1920)
- Оберлейтенант запасу (9 квітня 1920)
- Гауптман поліції (1 липня 1924)
- Гауптман (15 жовтня 1935)
- Майор (1 жовтня 1936)
- Оберстлейтенант (1 лютого 1940)
- Оберст (1 березня 1942)
- Генерал-майор (20 квітня 1943, посмертно)

## Нагороди
- Залізний хрест 2-го і 1-го класу
- Орден Церінгенського лева, хрест Заслуг
- Нагрудний знак «За поранення» в чорному
- Почесний хрест ветерана війни з мечами
- Медаль «За вислугу років у Вермахті» 4-го, 3-го і 22-го класу (18 років)
- Застібка до Залізного хреста 2-го і 1-го класу
- Орден Корони Румунії, командорський хрест з мечами
- Орден «За військові заслуги» (Болгарія), командорський хрест з мечами